# الكاربوباص هارتراتي
الكاربوباص هارتراتي (الاسم العلمي: Carasobarbus harterti) هو أحد أنواع شعاعيات الزعانف في فصيلة شبوطيات. توجد فقط في المغرب.
الموطن الطبيعي لها هو الأنهار. هي مهددة بخسارة موطنه.